# Архитектурно-этнографический музей Вологодской области
Архитектурно-этнографический музей Вологодской области — памятник федерального (общероссийского) значения, расположен в деревне Семёнково Майского сельского поселения Вологодского района. Музей занимает территорию 12,7 га. На территории музея есть памятники деревянного зодчества, которые датируются серединой XIX — началом XX веков. Они были привезены из Нюксенского, Тотемского и Тарногского районов.

## История
14 декабря 1979 года Вологодский областной Совет народных депутатов принял решение «О создании музея деревянного зодчества Вологодской области». Архитектурно-реставрационная мастерская № 6 института «Спецпроектреставрация» разработала эскизный проект генерального плана музея. В период 1981—1982 годов был согласован эскизный проект генерального плана музея. 17 октября 1983 года он был утвержден Распоряжением Вологодского областного Совета народных депутатов. Было выделено 7 секторов в структуре Музея деревянного зодчества: Верховажский сектор, Сухонский сектор, Центральный сектор, Городской сектор, Никольский сектор, Великоустюгский сектор, Западный сектор. В 1979—1990 годах специалисты проводили экспедиции на территории Вологодской области для поиска объектов в музей. В 1983 году был выпущен Проект детальной планировки Сухонского сектора музея. В 1985 году на территории музея стали проводиться реставрационные работы. Среди объектов переноса были Дом Болотовой, Амбар Парыгиной, Амбар Чадромцева. В 1995 году прекратилось финансирование реставрационных работ, и они были прекращены, и вновь возобновились в 1999 году.
Располагается в 12 км от центра Вологды по Кирилловскому шоссе, на правом берегу реки Вологды. Эта территория ранее принадлежала старинному селу Барское (посёлок Майский)
Музей занимает площадь в 12,7 га, предназначенную для размещения памятников деревянного зодчества середины XIX — начала XX веков. В настоящее время на территории музея располагаются памятники архитектуры, перевезённые из Среднесухонского сектора Вологодской области, который включает в себя Нюксенский, Тарногский, Тотемский районы.
Как добраться: автобусы 37 и 37э, маршрутные такси от автовокзала г. Вологды.
В 2004—2008 годах работа музея финансировалась благодаря областной целевой программе «Развитие Архитектурно-этнографического музея Вологодской области на период 2004—2010 годов».
В Сухонском секторе можно выделить деревню, церковный погост, сельскохозяйственный комплекс, входную зону.